# Casal dels Peguera
El Casal dels Peguera és un edifici del municipi de Navars (Bages) inclosa en l'Inventari del Patrimoni Arquitectònic de Catalunya.

## Descripció
Es tracta d'un casal totalment de pedra construït al s.XVI. De planta rectangular i amb coberta a dues vessants amb el carener paral·lel a la façana principal, orientada a migdia. Edifici realitzat en dues etapes ben definides pels carreus utilitzats, actualment resta deshabitat.

## Història
S'atribueix aquesta edificació al s.XVI i pertanyent a la Família dels Pequera que des de 1370 tenia possessions dels termes del Mujalt i Massadella. Aquesta família adquirí el domini de Castelladral i Joan Peguera el dia 11 de gener de 1413 feu homenatge per aquest domini al rei Ferran I d'Antequera. Aquest mateix Peguera deixà en testament que si el seu hereu, que portava el mateix nom, moria sense descendència directe, havia d'heretar Casteladral, la seva filla Beatriu; L'hereu va tenir però, successió directe. A Començaments del s.XVII Castelladral era d'en Jacint Peguera, i a finals d'aquest segle xvii ho era Jordi de Peguera; al tres fonts documentals atribueixen el lloc de Castelladral a finals del s.XVII, com a lloc reial.